# Xavier Parmentier
Pour les articles homonymes, voir Parmentier.
Xavier Parmentier, né le 9 décembre 1963 à Paris et décédé dans la même ville le 30 avril 2016 des suites d’un cancer du cerveau et de la moelle épinière, est un entraîneur d’échecs français.

## Enfance
Il a appris à jouer aux échecs vers l’âge de 12 ans. Son meilleur classement est 2 358 Elo. Xavier Parmentier a donné ses premiers cours en tant qu’entraîneur vers l’âge de 17 ans[réf. souhaitée]. Il a mené parallèlement des études de mathématiques appliquées aux sciences sociales, qu’il a décidé d’arrêter alors qu’il effectuait son service militaire, dans le but de se consacrer aux échecs.

## Carrière
Xavier Parmentier a commencé sa carrière d'entraîneur en 1983. Il a entrainé de nombreux champions et vice-champions dans les catégories jeunes, parmi lesquels Jonathan Dourerassou, Nicolas Ton That, Quentin Loiseau, Aurélie Dacalor, Fahim Mohammad, Marie Sebag, Murtas Kazhgaleïev ou encore Wassel Bousmaha : 13 podiums en France, dont 4 titres de champions de France.
Il a notamment soutenu le jeune Fahim Mohammad, enfant sans papier arrivé du Bangladesh à l’âge de huit ans. Il l’a entraîné bénévolement durant des années mais aussi soutenu matériellement, jusqu’à ce que Fahim devienne champion de France des pupilles en 2012 puis champion du monde des scolaires en 2013,. La forte médiatisation de cette histoire a permis à Fahim et à sa famille d’obtenir des papiers pour demeurer en France.
Il a été entraîneur du club de Livry-Gargan entre 1988 et 2001, avec lequel il a remporté le Top Jeunes (le championnat de France d’échecs par équipe de jeunes) en 1995. Il a entrainé le club de Créteil entre 2000 et 2013, avec lequel il a également remporté le Top jeunes en 2002. Il entraîne le club de Saint-Maur-des-Fossés à partir de 2014.
Il a donné des cours dans d’autres clubs : Bois-Colombes, La Tour Blanche à Paris, Chaumont, l’École d’échecs de l’Essonne , Écouen, Reims Échec et Mat où il a donné des cours "Haut Niveau" aux adultes et jeunes du club pendant plusieurs saisons.
Il a également été entraîneur d’entraîneurs, a participé activement à la formation des entraîneurs au cours de stages DEFFE (Diplôme d’entraineur FFE) à Marseille en 2008, Saint-Quentin en 2009, Vandœuvre en 2010, Montpellier en 2012 et a dirigé quelques années la Direction nationale de l’entraînement à la FFE. Déjà maître FIDE, Xavier Parmentier a atteint le grade d’entraîneur d’échecs FIDE, le plus haut niveau mondial pour un entraîneur, en 2006.
Il a travaillé à la commission jeune de la ligue d'Île-de-France, à la direction technique nationale Jeunes à la FFE. Enfin, pendant 20 ans, il a été entraîneur des équipes de France jeunes, puis chargé par la FFE de la formation des entraîneurs nationaux.

## Cinéma
Son soutien au jeune Fahim Mohammad est porté à l'écran dans Fahim de Pierre-François Martin-Laval, sorti le 16 octobre 2019. Le personnage de Sylvain Charpentier, joué par Gérard Depardieu s'inspire partiellement de la vie de Xavier Parmentier.

## Publications
Xavier Parmentier est l’auteur de trois ouvrages :
- Xavier Parmentier, Une boussole sur l'échiquier, Montpellier, Olibris, 2005, 323 p. (ISBN 978-2916-34002-9).
- Xavier Parmentier, Les secrets de l'initiative aux échecs, Olibris, 2012 (ISBN 978-2916-34061-6).
- Xavier Parmentier, Sophie Le Callennec et Fahim Mohammad, Un roi clandestin, Arènes (édition), 2014 (ISBN 978-2848-68537-3).

### Article
- « Xavier Parmentier : la richesse de la culture échiquéenne au service des enfants », Europe Échecs, Paris, Promotion Jeux de L'Esprit, no 666,‎ juin 2016, p. 27 (ISSN 0014-2794).